# المجمع الاسفل (الشاهل)

تعديل مصدري - تعديل

المجمع الاسفل هي إحدى قرى عزلة جانب اليمن بمديرية الشاهل التابعة لمحافظة حجة، بلغ تعداد سكانها 109 نسمة حسب تعداد اليمن لعام 2004.